# Élections législatives bissau-guinéennes de 1976-1977
Les élections législatives bissau-guinéennes de 1977 ont lieu en Guinée-Bissau entre le 19 décembre 1976 et la mi-janvier 1977.

## Contexte et déroulement
Il s'agit des premières élections depuis l'indépendance du pays. La Guinée-Bissau est alors un Etat à parti unique sous l'égide du Parti africain pour l'indépendance de la Guinée et du Cap-Vert (PAIGC). Une liste unique et officielle des candidats du PAIGC est présentée aux électeurs, bien que dans certaines régions, les gens votent pour des candidats non officiels, qui ont obtenu près de 20 % du vote national. L'Assemblée élit Luís Cabral au poste de président le 13 mars 1977.

## Système électoral
Les élections ont lieu au suffrage indirect. Les électeurs élisent les membres de huit conseils régionaux, qui élisent à leur tour les 150 membres de l'Assemblée populaire nationale. Au moins 50 % des électeurs inscrits doivent voter dans une circonscription électorale pour que l'élection y soit valide. Toute personne âgée de plus de 15 ans et possédant la nationalité bissau-guinéenne a le droit de voter, sauf si elle a été disqualifiée.

## Résultats
| Partis | Partis                                                         | Votes   | %     | Sièges |
| ------ | -------------------------------------------------------------- | ------- | ----- | ------ |
|        | Parti africain pour l'indépendance de la Guinée et du Cap-Vert | 136 022 | 80,04 | 150    |
|        | Indépendants                                                   | 33 918  | 19,96 | 0      |
|        |                                                                |         |       |        |
| Total  | Total                                                          | 169 940 | 100   | 150    |